# Asandros (Karien)
Asandros (altgriechisch Ἄσανδρος Ásandros; † nach 313 v. Chr.), Sohn des Agathon aus Beroia, war ein makedonischer Offizier Alexanders des Großen und als Satrap von Karien einer seiner Diadochen.
Seine familiäre Herkunft ist unklar. In der älteren Geschichtsforschung wurde eine Verwandtschaft zu den Offizieren Parmenion und Asandros angenommen, die seine Onkel gewesen seien, was mittlerweile aber verworfen wird.

## Leben
Nach dem Tod Alexanders 323 v. Chr. wurde Asandros vom Regenten Perdikkas in der Reichsordnung von Babylon zum Satrapen (Statthalter) der Provinz Karien ernannt. Beim Ausbruch des ersten Diadochenkrieges 321 v. Chr. schloss er sich der Fraktion der Perdikkas-Gegner an und gewährleistete dem zuvor aus Kleinasien geflohenen Antigonos Monophthalmos eine sichere Rückkehr in seiner Provinz. Dafür wurde er seiner Provinz vom Regenten für verlustig erklärt, die im Gegenzug Eumenes übernehmen sollte. Der Sieg des Eumenes in der Schlacht am Hellespont hatte für Asandros dann aber keine Folgen, da zugleich Perdikkas am Nil scheiterte und getötet wurde. Von den Siegern wurde er auf der Konferenz von Triparadeisos als Satrap von Karien bestätigt. Anschließend beteiligte er sich an der Bekämpfung der „Perdikkaner-Fraktion“ um Alketas und Attalos, gegen die er im Spätjahr 320 v. Chr. allerdings eine Niederlage in einer Feldschlacht erlitt. Die „Perdikkaner“ konnten deshalb durch Karien hindurchziehen, wurden dann aber von Antigonos in der Schlacht von Kretopolis vernichtend geschlagen. Während des zweiten Diadochenkrieges wird Asandros nicht erwähnt, er dürfte allerdings mit Antigonos gegen Eumenes verbündet gewesen sein.
Im dritten Diadochenkrieg ab 315 v. Chr. stellte sich Asandros gegen Antigonos Monophthalmos. Die Motive dafür sind nicht überliefert, aber die wachsende Dominanz des Antigonos in Asien und dessen Freiheitsdekret für die Griechen dürften ausschlaggebend gewesen sein. Die wichtigsten Küstenstädte Kariens waren griechische Poleis, deren politische Autonomie für Asandros einen hohen Machtverlust mit sich gebracht hätte. Noch während Antigonos Tyros belagerte (314–313 v. Chr.) schloss Asandros eine Allianz mit Ptolemaios und erhielt von diesem ein 10.000 Mann starkes Söldnerheer unter der Führung des Atheners Myrmidon zugesandt. Auch von Kassander erhielt er militärische Unterstützung. In den Wintermonaten 314/313 v. Chr. hielt sich Asandros in Athen auf, das mit Kassander verbündet war, und wurde von dessen Bürgern mit einem Ehrendekret honoriert, nachdem er der Stadt Soldaten und Schiffe geschenkt hatte. Noch im Jahr 313 v. Chr. landete Asandros mit einem Heer und mit Hilfstruppen unter Prepelaos und Eupolemos an der karischen Küste. In einer Feldschlacht unterlagen sie aber gegen den antigonidischen Feldherrn Ptolemaios, Eupolemos geriet in Gefangenschaft und Karien wurde endgültig dem Herrschaftsbereich des Antigonos einverleibt.
Spätestens im Herbst 313 v. Chr. unterwarf sich Asandros dem Antigonos und übergab diesem all seine Truppen und seinen Bruder Agathon als Geisel. Als Satrap in Karien wurde er nicht wieder eingesetzt; sein weiteres Schicksal ist unbekannt.